# Onychogomphus flavicaudus
Onychogomphus flavicaudus är en trollsländeart som beskrevs av Chao 1982. Onychogomphus flavicaudus ingår i släktet Onychogomphus och familjen flodtrollsländor. Inga underarter finns listade i Catalogue of Life.